# Trasporti in Azerbaigian

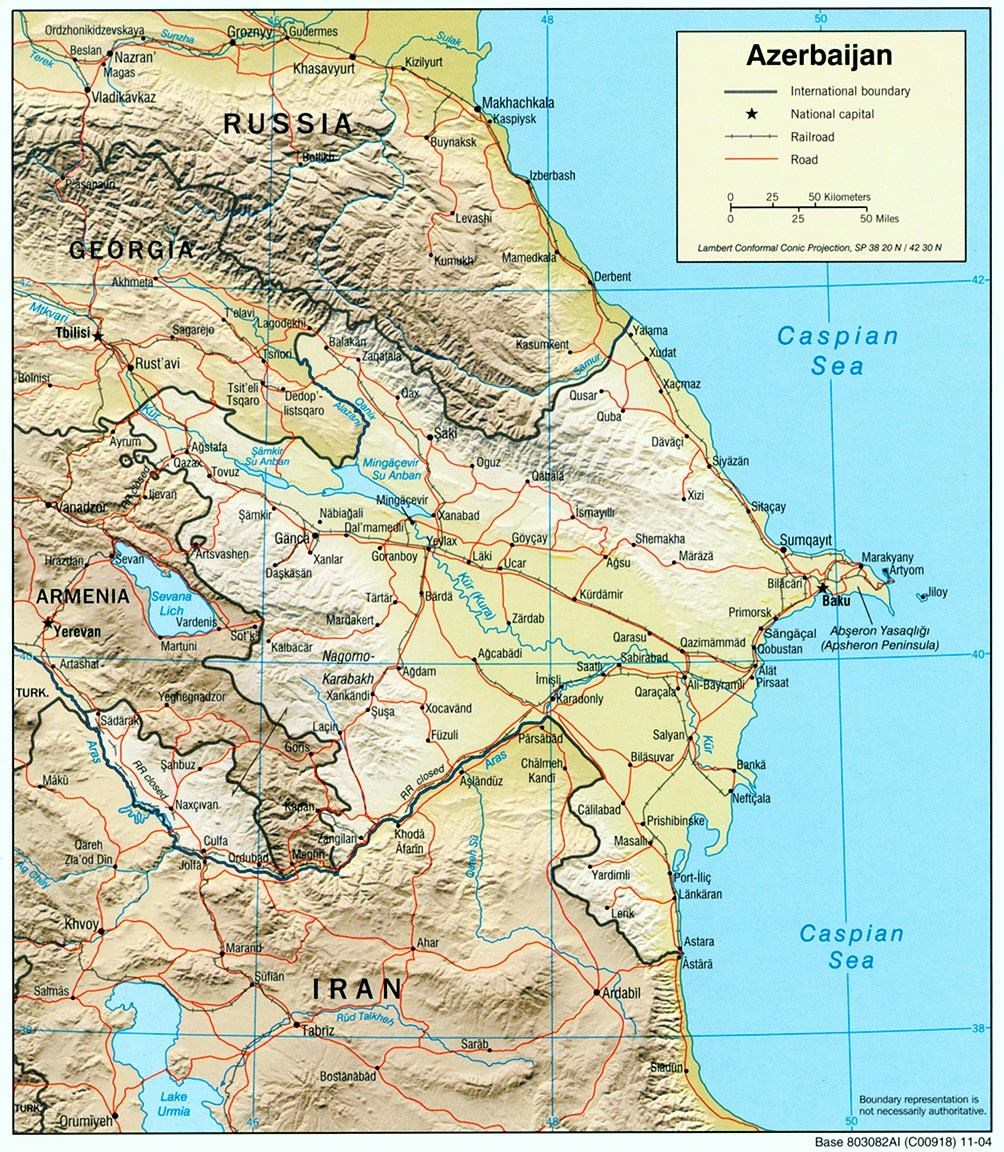
Azerbaigian: carta geopolitica con rete ferroviaria e stradale

Questa voce raccoglie le principali tipologie di trasporti in Azerbaigian.

## Trasporti su rotaia

### Ferrovie
In totale: 2932 km - 2125 km di linee ferroviarie pubbliche.
- scartamento allargato (1520 mm): 2932 km, 1278 dei quali elettrificati.
- collegamento a reti estere contigue
  - assente
    - con cambio di scartamento (1520/1435 mm): Turchia

  - presente
    - senza cambio di scartamento: Armenia (chiuso per motivi politici), Georgia e Russia
    - con cambio di scartamento (1520/1435 mm): Iran.

### Metropolitane
La metropolitana di Baku è l'unico sistema metropolitano dell'Azerbaigian.

### Tranvie
L'ultimo sistema tranviario, presente nella città di Baku è stato smantellato nel 2004.

## Trasporti su strada

### Rete stradale
Strade pubbliche: in totale 24.981 km (dati 1998)
- asfaltate: 23.057 km
- bianche: 1.924 km.

### Reti filoviarie
I primi bifilari sono stati installati nel 1941 a Baku, capitale dell'Azerbaigian; altre reti filoviarie esistono a Gəncə (dal 1955), Sumqayıt (dal 1961) e a Mingəçevir (dal 1989).

### Autolinee
In tutte le zone abitate sono presenti aziende pubbliche e private che gestiscono trasporti urbani, suburbani, interurbani e turistici esercitati con autobus.

## Porti e scali
- Baku, Lənkəran e Sumqayıt

## Trasporti aerei

### Aeroporti
In totale: 69 (dati 1996)
a) con piste di rullaggio pavimentate: 29
- oltre 3047 m: 2
- da 2438 a 3047 m: 6
- da 1524 a 2437 m: 17
- da 914 a 1523 m: 3
- sotto 914 m: 1

b) con piste di rullaggio non lastricate: 40.
- oltre 3047 m: 0
- da 2438 a 3047 m: 0
- da 1524 a 2437 m: 0
- da 914 a 1523 m: 7
- sotto 914 m: 33